# Glavna stranica
| Dobro došli na Wikipediju na hrvatskome jeziku! Trenutačno uređujemo 226 028 članaka. | Wikipedija je globalan, višejezični projekt s ciljem izgradnje slobodne internetske enciklopedije koja je svima javno dostupna. Njezini su suradnici dobrovoljci. Wikipedijom danas rukovodi neprofitna organizacija Zaklada Wikimedija. I vi možete uređivati Wikipediju! |

| Biologija | Fizika | Kemija | Glazba | Likovna umjetnost | Šport | Životopisi | Povijest | Zemljopis | Europa | Hrvatska |

Film je naknadno više puta objavljen na VHS-u, a 2003. objavljena je redateljska verzija na DVD-u koja sadrži izvorne snimke iz 1971. i suvremenije snimke područja oko Pompeja. 
Godine 2025. u kinima je prikazana obnovljena inačica filma u 4K rezoluciji pod imenom Pink Floyd at Pompeii – MCMLXXII. Film je potaknuo brojne sastave na izradu vlastitih videozapisa ili snimanje koncerata bez publike.
- 22. do 24. svibnja – U Koncertnoj dvorani „Franjo Krežma“ u Osijeku održava se 48. Međunarodni festival umjetničke tamburaške glazbe.
- 18. svibnja – Austrija, koju predstavlja JJ (na slici) s pjesmom „Wasted Love”, pobijedila je na Pjesmi Eurovizije.
- 18. svibnja – Diljem Hrvatske održavaju se izbori za mjesnu i područnu samoupravu.
- 17. svibnja – Komemoracijom na Mirogoju i misom u Maclju obilježena je 80. godišnjica Bleiburške tragedije.
- 14. svibnja – U splitskom HNK-u otvorena je izložba kostima iz antologijskih opereta i opera Ive Tijardovića i Jakova Gotovca Tijardović i Gotovac: od note do kroja.

Nedavne smrti: Mladen Horvat, Mate Laušić, Željko Vukmirica
- 1568. – Nizozemska je proglasila neovisnost od Španjolske.
- 1823. – Rođen je političar Ante Starčević, borac za hrvatsku nezavisnost, proglašen Ocem domovine (na slici).
- 1915. – Prvi svjetski rat: Italija je prešla na stranu Antante nakon objave rata Austro-Ugarskoj.
- 1971. – U zrakoplovnoj nesreći na Krku poginuo je hrvatski pjesnik Josip Pupačić (Moj križ svejedno gori).
- 1990. – JNA razoružala Teritorijalnu obranu SR Hrvatske.

Wikipedija na hrvatskome jeziku osnovana je 16. veljače 2003.
- Wikipedija – što je Wikipedija, povijest i organizacija projekta
- Zašto postati suradnik?
- Pomoć – kako sudjelovati, što treba znati, kako koristiti?
  - Uvodni tečaj – za one koji vole lagani uvod
  - Wikipedija A-Ž – za napredne
  - Često postavljana pitanja (FAQ)
- Kafić – stranica za raspravu, pitanja i razgovor
- Abecedarij svih članaka
- Popis svih jezika Wikipedije
- Impresum

Nakon što ste svladali upute iz Uvodnog tečaja surađujte u:
- nadopuni započetih članaka
- održavanju Wikipedije
- poboljšavanju i popravku članaka
- Wikiprojektima
- pisanju:
  - najtraženijih članaka
  - traženih članaka po temama
  - željenih članaka

## Ostali projekti neprofitneZaklade Wikimedija
- Zajednički poslužitelj Multimedijalno skladište
- MediaWiki Dokumentacija programske opreme
- Meta-Wiki Koordinacija svih projekata
- Wikipodatci Slobodna baza znanja
- Wikiknjige Udžbenici u javnom vlasništvu
- Wikicitat Zbirka citata
- Wikizvor Dokumenti u javnom vlasništvu
- Wijesti Slobodni izvor vijesti
- Wikivrste Popis vrsta
- Wječnik Višejezični rječnik
- Wikiučilište Obrazovni materijali
- Wikiputovanja Vodič za putovanje